# Bonnie Somerville
Bonnie Somerville est une actrice et chanteuse américaine née le 24 février 1974 à Brooklyn (New York) aux États-Unis. 

## Carrière
Bonnie Somerville est aussi chanteuse, surtout connue grâce à ses prestations avec le groupe Band From TV qui réunit de nombreux acteurs  de séries télé, comme Greg Grunberg, Hugh Laurie, James Denton, Teri Hatcher ou encore Jesse Spencer.

## Filmographie

### Films
- 1999 : Amour et Rock'n'roll (en) : Lynn Danner
- 2000 : Endiablé : la fille au jardin de la bière
- 2000 : Crime and Punishment in Suburbia : Stuck up girl
- 2004 : Spider-Man 2 : La femme qui crie
- 2004 : Jusqu'au cou : Denise
- 2006 : Un mariage malgré tout ! (Wedding Wars) (TV) : Maggie Welling
- 2009 : L'Abominable Vérité : Elizabeth (la sœur de Mike)
- 2009 : Nobody : Fiona
- 2009 : En cloque mais pas trop (Labor Pains) : Suzi Cavandish
- 2010 : La Mission de Chien Noël (The Search for Santa Paws) : Kate Huckle
- 2010 : The Best and the Brightest (en) : Sam
- 2011 : Un mari à louer (Hollyday Engagement) (TV) : Hillary
- 2012: Fire with Fire : Vengeance par le feu : Karen Westlake
- 2014 : Bonne fête maman ! (Mom's Day Away) (TV) : Laura Miller
- 2016 : Coup de foudre sous le sapin : Maddie Duncan

### Séries TV
| Année | Série                    | Rôle                           | Saison(s) | Épisode(s)              |
| ----- | ------------------------ | ------------------------------ | --------- | ----------------------- |
| 1999  | Beverly Hills 90210      | Mary                           | 09        | 24                      |
| 2001  | Grosse Pointe            | Courtney Scott / Laura Johnson | 01        | 1 à 17                  |
| 2001  | Friends                  | Mona                           | 08        | 1, 5, 6, 8, 11, 15 & 17 |
| 2002  | In-Laws (en)             | Alex Landis                    | 01        | 4, 5, 8, 14 & 15        |
| 2003  | La Treizième Dimension   | Donna Saicheck                 | 01        | 34                      |
| 2003  | Newport Beach            | Rachel Hoffman                 | 01        | 7 à 11                  |
| 2005  | New York Police Blues    | Laura Murphy                   | 12        | 1, 3, 6 à 14, 17 à 20   |
| 2006  | Kitchen Confidential     | Mimi Lugeria                   | 01        | 1 à 13                  |
| 2008  | Cashmere Mafia           | Caitlin Dowd                   | 01        | 1 à 7                   |
| 2012  | Mentalist                | Eve Mulberry                   | 04        | 14                      |
| 2015  | Esprits criminels        | Colleen Sullivan               | 10        | 19                      |
| 2015  | Code Black               | Christa Lorenson               | 1         | 1 à 18                  |
| 2017  | New York, unité spéciale | Heidi Sorenson                 | 18        | 16                      |